# Orimarga risbeci
Orimarga risbeci là một loài ruồi trong họ Limoniidae. Chúng phân bố ở miền Australasia.